# Leptospermum petersonii
Leptospermum petersonii (o Leptsopermum citratum), árbol del té de aroma de limón (lemon-scented teatree) es una especie de arbusto perteneciente a la familia de las mirtáceas.

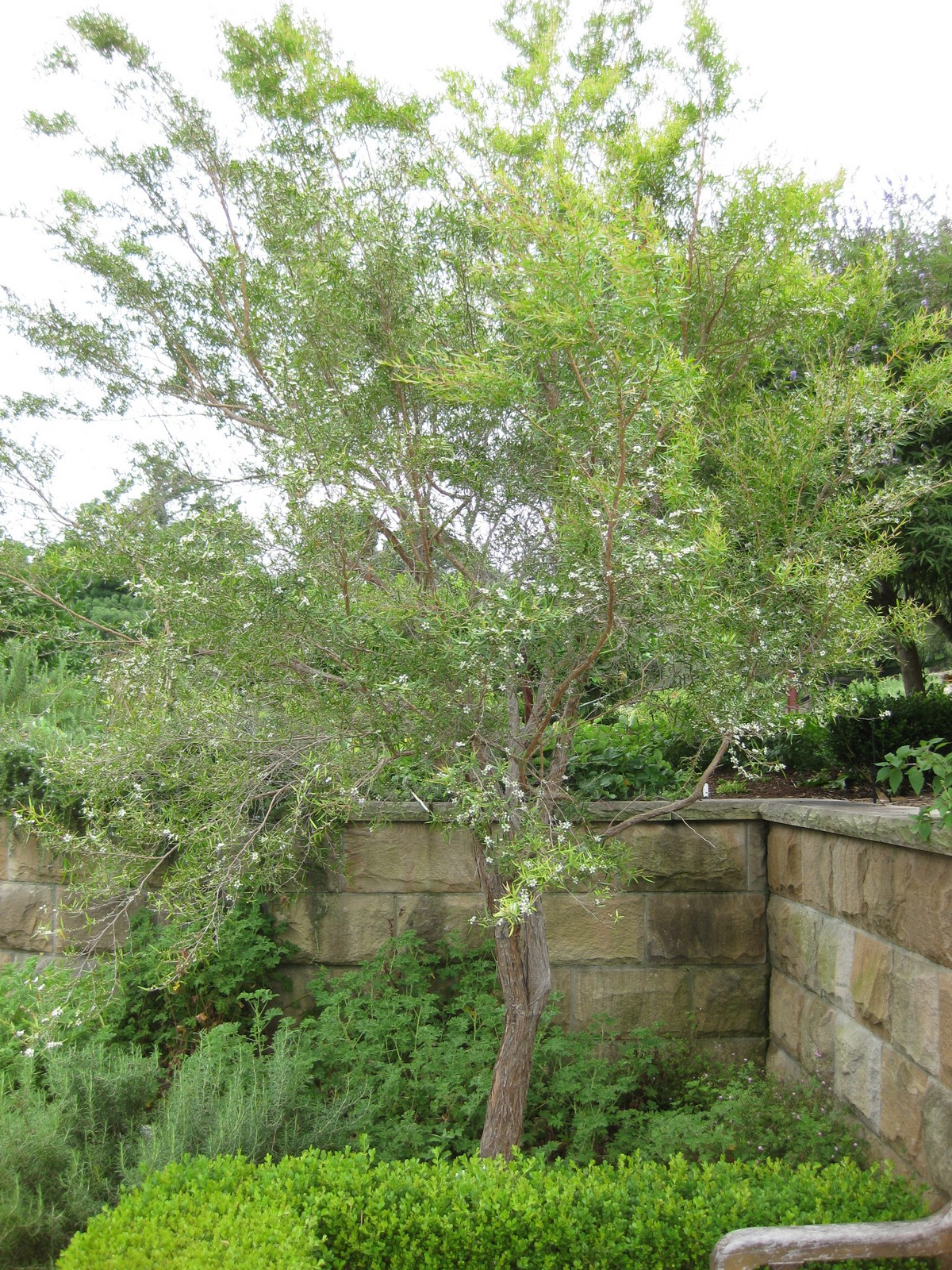
Vista de la planta

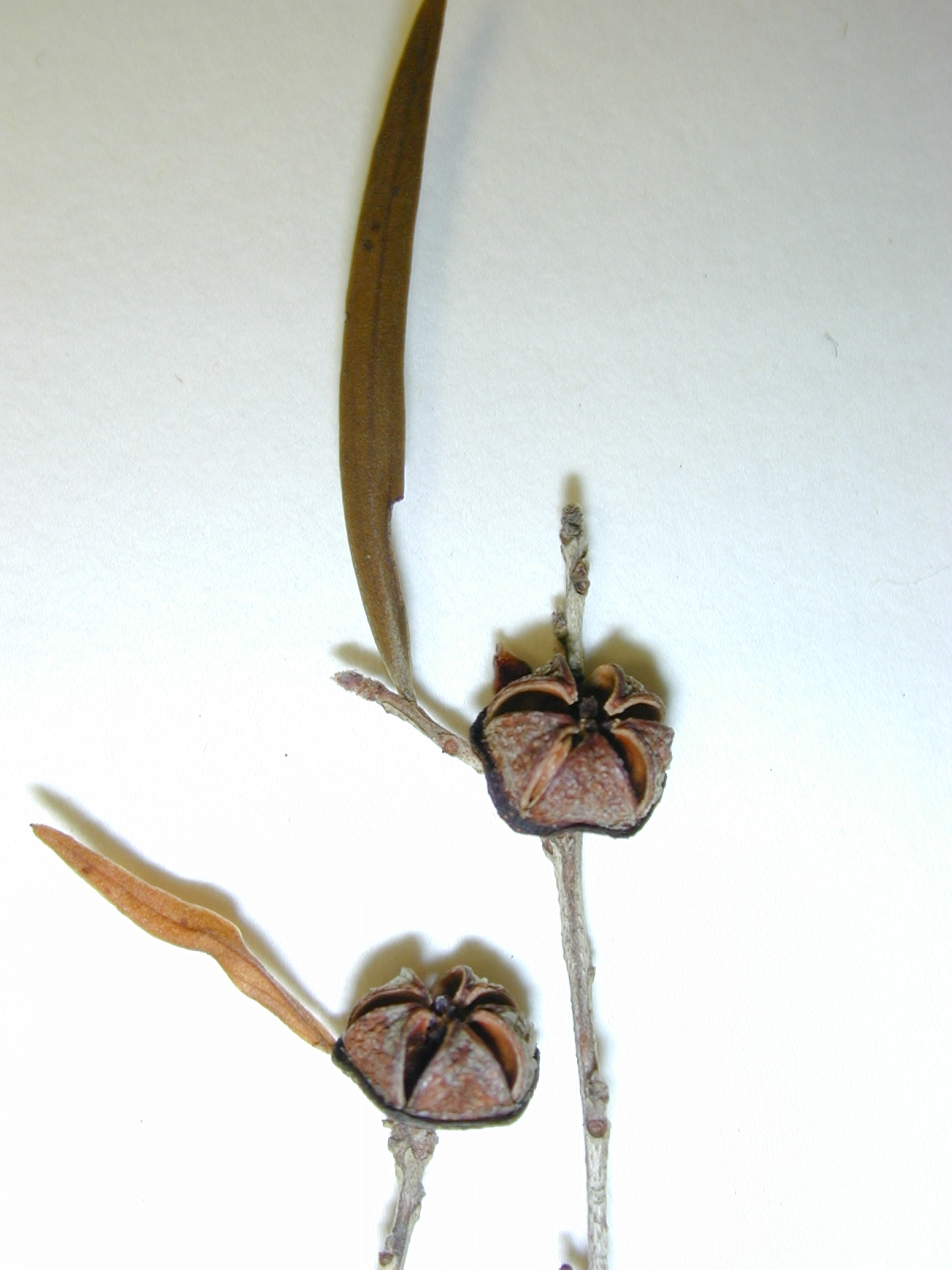
Frutos

## Descripción
Es un arbusto grande o árbol pequeño de 5 m el cual es cultivado como ornamental y para Aceite esencial. Crece naturalmente cerca de bosques esclerófilos o en bosques lluviosos, o en escarpaduras rocosas o arenosas, en la costa este de Australia. Tiene las hojas simples, de 20-40 mm de largo, con un distintivo olor a limón. Las flores son blancas, a las cuales le siguen cápsulas leñosas. 

## Usos
Las hojas son destiladas comercialmente por su aceite esencial el cual contiene citronelal, citral, y pineno. Se cultiva en plantaciones en Kenia, Zaire, Sudáfrica, Guatemala y Australia.
La hoja del árbol del té de aroma de limón se usa como ingrediente de condimento en mezclas que se venden en tiendas de té junto con el té negro común, Camelia sinensis.

## Cultivo
El árbol de té aroma de limón es bien conocido como planta de jardín, popular por su popular fragancia y atractivo. Es de rápido crecimiento y puede ser mantenido a la altura de un arbusto mediante la poda. La habilidad para ser podado regularmente también lo hace conveniente para setos, cortinas de viento y para ser cosechado para aceites esenciales.
Leptospermum liversidgei también es llamado "árbol de té aroma de limón" debido a la presencia de aceites esenciales con características del limón.

## Taxonomía
Leptospermum petersonii fue descrita por Frederick Manson Bailey y publicado en Queensland Agricultural Journal 15(6) 1905. 1905.
Etimología
Leptospermum: nombre genérico que viene del griego antiguo "leptos" y "sperma", que significa "semilla fina".
petersonii: epíteto, de Peterson  
Sinonimia
- Leptospermum citratum (J.F.Bailey & C.T.White) Challinor, Cheel & A.R.Penfold
- Leptospermum flavescens var. citratum J.F.Bailey & C.T.White
- Leptospermum petersonii subsp. petersonii[3]